# Villehardouin
La senyoria de Villehardouin fou una jurisidcció feudal menor de França al castell i poble del mateix nom avui al departament de l'Aube, la importància de la qual deriva del fet que la família senyorial va governar el principat d'Acaia.
El primer senyor conegut fou Vilà mort vers 1170, casat amb Damerona. Va deixar 8 fills dels quals el gran Joan (+ vers 1216) fou senyor de Brandonvillers, i fou el pare de Godofreu o Jofré o Jofre de Villehardouin, senyor de Landreiches, que fou cavaller croat (1199) i proclamat príncep d'Acaia el 1209 (Godofreu I d'Acaia), morint segons les fonst vers el 1218 o vers el 1227.
Dels altres set germans de Joan de Brandonvillers, quatre (Roscelí, Vilà, Emelina i Alix) foren religiosos; Godofreu I de Villehardouin (+ entre 1213 i 1218) fou senyor de Villehardouin i de Villy; Guiu de malnom "el Tord" (+ abans de 1223) fou senyor d'Onjon; i Gautier (+ vers 1200) no consta amb cap càrrec.
Godofreu I de Villehardouin (+ entre 1213 i 1218) va continuar la branca de la senyoria. Va escriure una obra notable sobre la Quarta Croada. Es va casar vers 1170 amb una dama de Villemur filla de Dreux Estrabó de Villemur i més tard, abans de marxar a la croada, amb Cana de Lezinnes, filla i hereva de Guillem senyor de Lezinnes.
Amb la primera esposa va tenir al seu successor Erard I de Vellhardouin, senyor de Lezinnes, Villehardouin, Villy i Ascensières, senescall de Xampanya el 1222, casat amb Mabila de Chappes, i després (abans del 1222) amb Margarita de Mont-Saint-Jean, filla de Jubert de Mont-Saint-Jean, senyor d'Ancy-le-Franc i tronc dels senyors de Lezinnes i de Villy que va restar en mans de la família Villehardouin fins al final del segle xv passant a la mort d'Erard V a la seva filla única Margarita que la va aportar en matrimoni a Lleutger de Dinteville. Després de nombrosos canvis de terres va arribar a François de Mandelot, governador de Lió i cavaller del Sant Esperit, a la meitat del segle xvi. aquesta família es va extingir en via masculina passant a la família Le Tellier el primer dels quals fou François Le Tellier de Louvois, casat amb Anna de Souvré. Tot i la pèrdua temporal d'influència a la revolució la família va conservar el domini fins a la mort d'August Miquel (president del consell general del Yonne) el 1843.

## Branca d'Acaia
Godofreu o Jofre d'Acaia fou proclamat príncep d'Acaia el 1209 (Godofreu I d'Acaia), morint probablement vers el 1218. es va casar amb Elisabet filla de Clarembaut IV de Chappes, vescomte de Troyes. Si va morir el 1218 la seva vídua s'hauria tornat a casar amb Jaume, castellà de Saint Omer (+ vers 1219 o 1220) i si va morir més tard aquest matrimoni no s'hauria pogut produir; la dubta deriva d'una carta del 1220 en que s'esmenta a Godofreu d'Acaia però no es diu si es tracta del I o el II. Va deixar tres fills: Godofreu o Jofre (+1246) que el va succeir com a príncep ((Godofreu II d'Acaia); Guillem senyor i castellà de Calamata (i després príncep d'Acaia) i Alix.
Godofreu o Jofre II va morir el 1246. estava casat amb Agnès de Courtenay filla de Pere II de Courtenay, emperador llatí de Constantinoble. No va tenir fills i el va succeir el germà Guillem, mort a Calamata l'1 de maig de 1278, casat el 1239 amb Agnès de Toucy; en segones noces el 1246 amb Carintana dalle Carceri filla de Rizzardo dalle Carceri senyor d'Eubea (del terç del nord) que va heretar i Guillem va reclamar a la mort de Carintana vers 1255; i en terceres noces el 1258 amb Anna Comnena-Ducena de l'Epir (+1286) filla de Miquel II Comnè-Ducas de l'Epir. Amb la primera esposa va tenir dos fills, Simó (+1265) i Margarita (+1242); i amb la tercera va tenir a Isabel de Villehardouin (+ 23 de gener de 1312) que va heretar el principat, i Margarita de Villehardouin (+ febrer de 1315)
Isabel de Villehardouin es va prometre (1267) amb Andrònic Paleòleg fill de l'emperador Miquel VIII; els barons francs es van oposar el matrimnoni que haguera entregar Acaia al príncep grec (que el 1282 fou l'emperador Andrònic II); el contracte es va trencar i es va casar el 1271 amb Felip de Sicília o Nàpols, fill de Carles I de Nàols i de Beatriu de Provença (del casal de Barcelona); l'acord establia que el principat passaria a la casa d'Anjou tant si hi havia fills com si no. Es va casar en segones noces el 1289 amb Florenci d'Hainaut (+1297) Stadholder of Zelanda, senyor de Braine-le-Comte i de Hal (a Hainaut) fill del comte Joan I d'Hainaut, a proposta dels barons a Carles II de Nàpols per tenir un batlle permanent pel govern d'Acaia que fins aleshores erten nomenats pel rei i que en endavant seria Florenci, proclamat príncep el 1289. I en terceres noces es va casar el 1301 amb Felip de Savoia, senyor de Piemont, fill de Tomas III comte de la Mauriena i marquès de Piemont, reconegut príncep el 23 de febrer de 1301, sent deposat pel rei el 5 de juny de 1306; Isabel se'n va separar el 1307. Amb el segon marit va tenir una filla, Matilde d'Hainaut, i amb el tercer tres filles, Maria (+1308), Margarita (+1371, els seus hipotetics drets a Acaia els va cedir al seu germanastre Jaume de Piemont) i Alícia (+1368).
Matilde d'Hainaut (+ a Aversa el 1331) dotada amb la castellania de Calamata. El 1313 Felip de Tàrent va cedir els seus drets a Acaia a favor de la seva filla amb la condició que aquesta els aportés al seu (segon) marit (Lluís de Borgonya) i si aquest moria abans i no hi havia fills només el gaudiria de manera vitalícia i a la seva mort tornaria a la casa de Borgonya. Després Felip de Tàrent la va forçar a un tercer matrimoni que ella refusava i es va negar a transferir els drets al principat d'Acaia al seu tercer marit demanant ajut a Venècia i a la casa de Borgonya i finalment va revelar un matrimoni secret. La seva herència fou confiscada per Robert rei de Nàpols per trencar la condició del contracte matrimonial de 1289 de la seva mare, que requeria el permís del rei per qualsevol matrimoni. Matilde fou empresonada a Nàpols. Abans de morir, i no tenint fills de cap dels matrimonis, va cedir tots els seus drets al seu cosí Jaume II de Mallorca. Es va casar per primer cop el 1304 amb Guiu II d'Atenes (Guiu de la Roche) que va morir el 1308; el 1309 fou promesa a Carles de Tàrent, fill de Felip de Tarent, que va morir en la batalla de Montecatini el 29 d'agost de 1315 i amb el que no es va arribar a casar; casada el 1313 amb Lluís de Borgonya, fill del duc Robert II de Borgonya, que va rebre els drets plens a Acaia; va desembarcar a Patres l'abril del 1316 i va derrotar el seu rival Ferran de Mallorca a Manolada el 5 de juliol de 1316 però va morir el 2 d'agost de 1316 suposadament enverinat per Giovanni Orsini comte de Cefalònia; es va casar en terceres noces el 1318 a Joan de Sicília comte de Gravina, fill de Carles II de Nàpols però el matrimoni fou annul·lat el 1321 per manca de consumació; en secret es va casar amb Hug de La Palice i quan es va descobrir Joan de Sicília va considerar que aquest incompliment li donava dret al principat i va sortir de Brindisi el gener de 1325 per reclamar el territori amb el suport dels Acciaiouli; però els francs controlaven ara només una petita part del territori original i no va poder conquerir Karytaina i finalment el 1326 va tornar a Itàlia i va cedir els seus drets al seu nebot Robert el 17 de desembre de 1332 a canvi dels drets de Robert al regne d'Albània i el ducat de Durazzo.

## Branca d'Arcàdia
La branca té com a origen a Vilà I d'Aulnoy, un membre de la família Villehardouin, del que no es coneix qui era el pare o si tenia germans. Consta que fou mariscal de Romania (Grècia) el febrer de 1249, nomenat per Guillem II de Villehardouin príncep d'Acaia (1246-1278) que diu que era el seu cosí i li va cedir la seva herència a Ville-Hardouin i a Brandonviller. Després fou baró d'Arcàdia (Aulnoy o Aulnay) per nomenament del mateix Guillem II el 1261.
Li va succeir el seu fill Godofreu d'Alnoy. El següent baró, Vilà II d'Aulnoy no se sap quin parentiu tenia amb els anteriors; es va casar amb Elena que "El Llibre de la Conquesta" anomena filla de Godofreu (però no es creu que és referixi a Godofreu d'Alnoy). Va deixar un fill, Erard, que fou baro d'Arcàdia. El va heretar Asanina, probablement filla d'Erard, que es va casar (1345) amb Centurione I Zaccaria (+1382), fill de Martí Zaccaria senyor de Quios, que també havia heretat del seu pare (després del breu govern del seu germà Bartolomeo Zaccaria del 1329 al 1334) les senyories de Damala (a l'Argòlida), Kalandritza (Kalanutza), Maniatokori, Lisarea i Veligosti (aquesta darrera a Messènia). Fou el pare entre d'altres d'Andrònic Asen Zaccaria que es va casar amb Mavros, filla d'Erard III de Saint Sauveur amb drets a Arcàdia (Erard III podria ser fill d'Agnes, germana d'Erard, casada amb Esteve el Moro senyor del castell de Saint Sauveur).
Andrònic Asen va morir el 1402 i va tenir com successor al seu fill Erard, mort el 1404. El seu germà Centurió II Zaccaria va ocupar el poder com a regent del jove Esteve, fill d'Erard, però va usurpar el tron. A la seva mort el 1432 el va succeir la seva filla Aikaterina Asanina que fou empresonada per Tomàs Paleòleg que va ocupar la baronia. Un germanastre d'Aikaterina, Joan Asen, es va revoltar el 1446 però fou fet presoner i encara que va poder escapar i va organitzar una revolta es va haver de refugiar al port venecià de Modon el 1457.